# 天台寺門宗
天台寺門宗（てんだいじもんしゅう）は大乗仏教の宗派のひとつである。妙法蓮華経を根本経典とする。高祖は中国南北朝時代から隋の時代の天台大師智顗（538年 - 597年）、宗祖は日本平安時代の第5代天台座主の智証大師円珍（814年 - 891年）（弘法大師空海の姪の子）。総本山は長等山園城寺（三井寺、みいでら）（滋賀県大津市）。天台宗寺門派（じもんは）とも呼ばれる。

## 寺門の名の由来
妙法蓮華経の教義を重んじる天台大師の仏教は、伝教大師最澄（767年 - 822年）が日本へ伝えた。これが日本天台宗である。この教えは、第3代天台座主円仁と第5代天台座主円珍の2人の巨人の登場により、日本天台宗本山の比叡山延暦寺で2つに分かれてしまう。比叡山は円仁派が占め、円珍派は山を去り三井寺へ入った。これ以来、山へ残った円仁派を山門派、三井寺へ入った円珍派を寺門派と呼ぶ。
昭和16年（1941年）には宗教団体法に則り山門派、寺門派、真盛派の天台宗三派は合同したが、昭和20年（1945年）に宗教団体法が廃止されると、翌年には再び分離し、寺門派は天台寺門宗として独立した。

## 教義
山門派は法華経の円教を中心とした円・密・禅・戒の四宗兼学を唱えるが、天台寺門宗はこれに修験道を加えて、円・密・禅・戒・修験の五法門となる。この法門をくぐり「顕・密・修験三道鼎立」を目指し、「上求菩提下化衆生」を行っていくという教義である。

## 寺格
- 総本山　園城寺
- 大本山
- 別格本山 金倉寺（香川県善通寺市）

かつては寺門派三門跡寺院として聖護院、実相院、円満院の三か寺があった。

## 歴代園城寺長吏
1. 円珍
2. 惟首
3. 猷憲
4. 康済
5. 増命
6. 良勇
7. 増命（還任）
8. 明仙
9. 勢祐
10. 敬一
11. 運昭
12. 房算
13. 行誉
14. 禅芸
15. 余慶
16. 勝算
17. 明筆
18. 勧修
19. 穆算
20. 勧修（還任）
21. 勝算（還任）
22. 明肇
23. 文慶
24. 教静
25. 文慶（還任）
26. 心誉
27. 文慶（三任）
28. 明尊
29. 永円※
30. 明尊（還任）
31. 覚円
32. 隆明
33. 増誉
34. 行尊
35. 覚猷
36. 覚宗
37. 行慶※
38. 道恵法親王
39. 覚忠
40. 覚讃
41. 房覚
42. 公顕
43. 実慶
44. 定恵法親王
45. 静恵法親王
46. 真円
47. 実慶（還任）
48. 公胤
49. 実慶（三任）
50. 公胤（還任）
51. 行意
52. 覚仁法親王
53. 覚実
54. 円忠
55. 覚朝
56. 良尊
57. 円浄
58. 静忠
59. 道慶
60. 重円
61. 覚恵法親王
62. 公縁
63. 道智
64. 仁助法親王
65. 道仁法親王
66. 静仁法親王
67. 円助法親王
68. 隆弁
69. 覚助
70. 隆弁（還任）
71. 行昭
72. 増忠
73. 性覚法親王
74. 忠助法親王
75. 行覚法親王
76. 性覚法親王（還任）
77. 静誉
78. 性覚法親王（三任）
79. 浄雅
80. 道瑜
81. 順助法親王
82. 道珍
83. 恵助法親王
84. 道昭
85. 尊悟入道親王
86. 増基
87. 尊悟入道親王（還任）
88. 尊珍法親王
89. 顕弁
90. 尊珍法親王（還任）
91. 房朝
92. 増覚
93. 良慶
94. 覚助（還任）
95. 尊悟入道親王（三任）
96. 覚誉入道親王
97. 長助入道親王
98. 増仁
99. 静深
100. 道昭（還任）
101. 増仁（還任）
102. 長助入道親王（還任）
103. 覚誉入道親王（還任）
104. 長助入道親王（三任）
105. 仁誉法親王
106. 良瑜
107. 覚誉入道親王（三任）
108. 覚信
109. 定尊
110. 良瑜（還任）
111. 道基
112. 定伊
113. 道尊
114. 仁助（還任）
115. 覚増法親王
116. 道淳
117. 定助
118. 良瑜（三任）
119. 道基（還任）
120. 道尊（還任）
121. 道意（三任、前名 道基）
122. 増珍（還任、前名 道淳）
123. 満意
124. 増詮
125. 定助（還任）
126. 行雅
127. 増詮（還任）
128. 満意（還任）
129. 増詮（三任）
130. 定助（三任）
131. 満意（三任）
132. 尊雅
133. 義命
134. 教助
135. 道興
136. 道応法親王
137. 道増
138. 道澄
139. 興意法親王
140. 道晁法親王
141. 道周法親王
142. 常尊
143. 義尊
144. 道寛入道親王
145. 道祐入道親王
146. 義延入道親王
147. 道尊（三任）
148. 道承法親王
149. 忠誉入道親王
150. 義周入道親王
151. 祐常
152. 盈仁入道親王
153. 義海
154. 雄仁法親王
155. 山科祐玉
156. 樋上顕定
157. 直林敬円
158. 柳田暹暻
159. 山科晃玉
160. 田中道淳
161. 福家守明
162. 福家俊明
163. 福家英明
164. 福家俊彦

※注：王号は欠くものの、29世永円の父は村上天皇の皇子致平親王、37世行慶の父は白河天皇である。